# 의지 (노래)
〈의지〉(意志)는 HKT48의 12번째 싱글이다.